# Morović
Morović es un pueblo ubicado en la municipalidad de Šid, en el distrito de Sirmia, Serbia.

## Superficie
Posee una superficie de 93 kilómetros cuadrados.

## Demografía
Hasta 2011 la población era de 1774 habitantes, con una densidad de población de 19,08 habitantes por kilómetro cuadrado.